# Tomás de Rocamora (militar)
Tomás de Rocamora nacido como Tomás Juan Julián Marcos de Rocamora y del Castillo (Granada, gobernación de Nicaragua, 25 de abril de 1740 – Buenos Aires, Provincias Unidas del Río de la Plata, 17 de marzo de 1819) fue un militar y funcionario español que pasó con el nuevo gobernador rioplatense a la ciudad de Buenos Aires.
Una vez establecido el nuevo Virreinato del Río de la Plata en 1777, fue nombrado dos veces intermitentes como comandante general entrerriano dentro de la tenencia de gobierno de Santa Fe, desde 1782 hasta 1786, la cual a su vez conformaba a la superintendencia de Buenos Aires, y como tal, en 1783 Rocamora fue el fundador de tres villas en dicha comandancia, siendo estas las actuales ciudades de Gualeguay, Concepción del Uruguay y Gualeguaychú.
En el año 1809 el virrey rioplatense lo nombró gobernador subordinado de las Misiones Guaraníes que incluía a los departamentos de Santiago y de Candelaria pero no así el de San Miguel que estaba ocupado por los luso-brasileños.
Con la Revolución de Mayo de 1810, se adhirió a la misma en el mes de junio y la Primera Junta lo mantuvo como gobernador pero perdió en el mes de agosto los departamentos antes citados de Santiago y Candelaria, y ocuparía dicho puesto hasta principios de 1812, fecha que lo sucedería José Gervasio de Artigas pero degradado al cargo de teniente de gobernador.

## Biografía
Hijo de Joseph de Rocamora Mendoza (nacido en Orihuela, Valencia, España) y de Jacinta Sánchez del Castillo, nació en el 25 de abril de 1740 en Granada, gobernación de Nicaragua, Guatemala.
Comenzó su carrera militar y administrativa en Guatemala y Nueva España, donde conoció a la familia de Juan José Vértiz, un militar de prestigio que fue nombrado gobernador de Buenos Aires en 1770, Rocamora lo acompañó en carácter de oficial de la guarnición del Fuerte de Buenos Aires. Permaneció en ese cargo durante el breve mandato de Pedro de Cevallos como primer virrey de Río de la Plata, y durante el de su sucesor, el propio Vértiz.
En 1782 el virrey Vértiz lo envió como comisionado a establecer poblaciones en la zona entre los ríos Paraná y Uruguay, donde habían ocurrido algunas disputas entre jurisdicciones.

Localización de los treinta pueblos de las misiones guaraníes en el actual territorio de Argentina, Brasil y Paraguay.

Recorrió extensamente el territorio ubicado entre ambos ríos y envió varios informes sobre las posibilidades de la región. Desde el primero de estos informes usó el término Continente de Entre Ríos, nombre que quedó como definitivo para nombrar a la región, actualmente la provincia de Entre Ríos.
Aconsejó al virrey prestar más atención a ese territorio de frontera, donde censó unas mil doscientas familias. Él, por su parte, se concentró en la costa del Uruguay, más despoblada.
Después de planear detenidamente los pasos a seguir y reunir a las familias en los lugares más adecuados, en 1783 fundó las villas de San Antonio de Gualeguay Grande (actual Gualeguay), Arroyo de la China (Concepción del Uruguay) y San José de Gualeguaychú.
Gestionó ante el rey de España la categoría de «villa» para estas poblaciones y les dio instituciones y autoridades municipales, sobre todo sus respectivos cabildos. Permitió el faenamiento y exportación de cueros de los vacunos cimarrones.

El gobierno de las Misiones Guaraníes sin la jurisdicción del departamento de Santiago, ni la parte norte del de Candelaria y ni las Misiones Orientales.

Bajo el mando del sucesor de Vértiz, el marqués de Loreto, quedó sin apoyo para la fundación de más villas, que ya tenía delineadas, ya que fue reemplazado en su comisión en Entre Ríos en enero de 1786. Ocupó otros cargos administrativos en la colonia, especialmente en Buenos Aires y Corrientes.
El 16 de febrero de 1793 se casó en Buenos Aires con María Ramona Francisca Josefa Ibáñez Rospigliosi (Buenos Aires, 10 de marzo de 1767 - ibíd., 17 de agosto de 1840) siendo esta ceremonia bendecida por el obispo Manuel Azamor y Ramírez.
El virrey Santiago de Liniers lo nombró teniente de gobernador de las Misiones Guaraníes en 1807, cargo que él mismo había ocupado. Su capital era Yapeyú, pero quedó como subordinado del titular, Bernardo de Velasco, que era también gobernador de Paraguay.
Las misiones jesuíticas se estaban desintegrando bajo el gobierno civil de los gobernadores coloniales; Rocamora logró detener por un tiempo la desintegración definitiva, pero las guerras de independencia, civiles y contra el Brasil harían el resto: para la década de 1830, ya no había más guaraníes reducidos en la zona.
En 1810 apoyó la Revolución de Mayo y reconoció la autoridad de la Primera Junta. Esta lo reconoció como gobernador titular de Misiones, una vez que Bernardo de Velasco, gobernador de la provincia del Paraguay se negó a reconocer al nuevo gobierno.
Se unió a las fuerzas de Manuel Belgrano en su campaña al Paraguay, acompañándolo en la batalla de Tacuarí. Después que Belgrano abandonara el Paraguay mantuvo por un tiempo la autonomía de Misiones. Sin embargo, pronto se retiró a Buenos Aires.
Tras una larga enfermedad, falleció en Buenos Aires el 17 de marzo de 1819.